# Suncokret
Suncokret (serb. Сунцокрет) – jugosłowiański zespół akustyczno-rockowy. 

## Historia
Zespół został założony w styczniu 1975 roku przez Borę Đorđevicia (wokal, gitara akustyczna), Nenada Božicia (wokal, gitara akustyczna) oraz wokalistki Snežanę Jandrlić i Vesnę Rakočević. Grupa wielokrotnie zmieniała skład. Zespół rozpadł się w wiosną 1980 roku. W 1995 roku reaktywowano zespół, który po kilku koncertach został ostatecznie rozwiązany.

## Dyskografia

### Albumy studyjne
- Moje bube (1977)

### Single
- Kara Mustafa / Moje tuge (1975)
- Bipi / Kvas (1976)
- Gde ćeš biti, lepa Kejo / Pusto more, pusti vali (1976)
- Rock 'n' Roll duku duku / Gili gili blues (1976)
- Oj, nevene / Tekla voda (1976)
- Imam pesmu za sve ljude / Čovek koga znam (1978)
- Dlakavo čudo / Noćna ptica (1979)
- Sviće novi dan / Tvoja mama gunđa protiv mene (1979)

### Inne
- BOOM 76 (1976)
- BOOM 77 (1978)
- Balkan Žur (1995)